# Cho Byung-eun
Cho Byung-eun – południowokoreański zapaśnik w stylu wolnym. Zajął 12. miejsce w mistrzostwach świata w 1987. Czwarty na igrzyskach azjatyckich w 1986. Brązowy medalista mistrzostw Azji w 1988. Piąte miejsce w Pucharze Świata w 1991 roku.